# Concert du nouvel an 1955 à Vienne
Le concert du nouvel an 1955 de l'orchestre philharmonique de Vienne, qui a lieu le 1er janvier 1955, est le 15e concert du nouvel an donné au Musikverein, à Vienne, en Autriche. Il est dirigé pour la première fois par le chef d'orchestre autrichien Willi Boskovsky qui officiera au nouvel an jusqu'en 1979.
Johann Strauss II y est toujours le compositeur principal, mais son frère Josef est représenté avec deux pièces, et leur père Johann clôt le concert avec sa célèbre Marche de Radetzky.
Seules trois pièces sur les quinze au total sont jouées pour la première fois au concert du nouvel an.

## Programme
Les pièces suivies d'un astérisque (*) sont jouées pour la première fois.
1. Josef Strauss : Mein Lebenslauf ist Lieb' und Lust, valse, op. 263
2. Johann Strauss II : Annen-Polka, polka, op. 117
3. Johann Strauss II : Leichtes Blut, polka rapide, op. 319
4. Johann Strauss II : Wiener Blut, valse, op. 354
5. Johann Strauss II : 'S gibt nur a Kaiserstadt, 's gibt nur a Wien!, polka, op. 291
6. Johann Strauss II : Künstlerleben, valse, op. 316*
7. Johann Strauss II : Banditen-Galopp, galop, op. 378
8. Johann Strauss II : ouverture de l'opérette Waldmeister
9. Josef Strauss : Die Emancipirte, polka-mazurka, op. 282*
10. Johann Strauss II : Persischer Marsch, marche, op. 289
11. Johann Strauss II : Wiener Bonbons, valse, op. 307*
12. Johann Strauss II : Vergnügungszug, polka rapide, op. 281
13. Johann Strauss II : Kaiserwalzer, op. 437, valse

### Rappels
1. Johann Strauss II : Le Beau Danube bleu, valse, op. 314
2. Johann Strauss : Marche de Radetzky, marche, op. 228

Les compositeurs joués
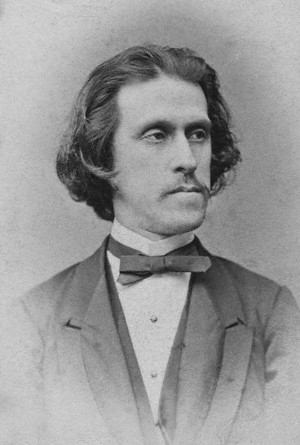
Josef Strauss
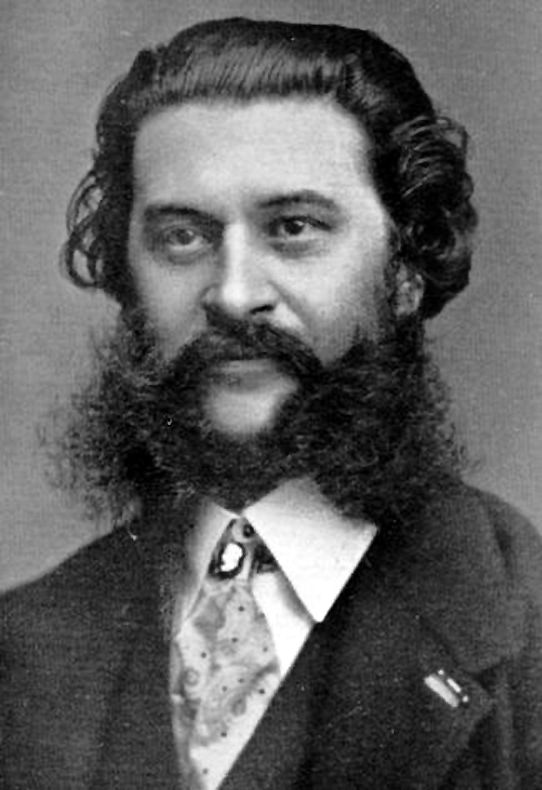
Johann Strauss (fils)
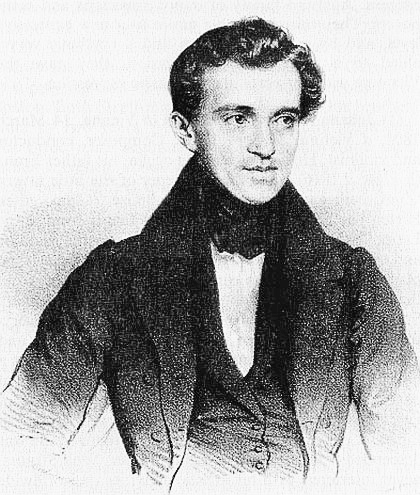
Johann Strauss (père)